# Strada M12
La strada M12 (in ucraino Автошлях M12?, Avtošljak M12) era una strada ucraina che univa l'oblast' di Leopoli con le regioni centrali. Oltre la cittadina di Znam"janka, nell'oblast' di Kirovohrad, proseguiva verso est come M04.

## Descrizione
Il 28 aprile 2021, l'M12 è stata dismessa e fusa con l'M04 per formare la nuova M30.
Formava parte delle strade europee E50 e E584.